# 효건
효건(孝建, 454년 ~ 456년)은 유송(劉宋) 효무제(孝武帝) 유준(劉駿)의 첫번째 연호이다. 3년 동안 사용하였다.

## 개원
- 원가(元嘉) 31년 1월 1일[1](454년 2월 14일)에 연호를 효건(孝建)으로 개원함.[2][3][4][5]

- 효건(孝建) 4년 1월 1일[6](457년 2월 10일)에 연호를 대명(大明)으로 개원함.[2][3][4][5]

## 연대 대조표
| 효건                  | 원년                           | 2년                 | 3년        |
| 서기                  | 454년                          | 455년               | 456년      |
| 간지                  | 갑오(甲午)                     | 을미(乙未)          | 병신(丙申) |
| 북위 (北魏)           | 흥안(興安) 3년 흥광(興光) 원년 | 2년 태안(太安) 원년 | 2년        |
| 고창 북량 (高昌 北凉) | 승평(承平) 12년                | 13년                | 14년       |

## 동시대 연호

### 중국
북위(北魏)
- 흥안(興安) (452년 ~ 454년)
- 흥광(興光) (454년 ~ 455년)
- 태안(太安) (455년 ~ 459년)

고창북량(高昌北凉)
- 승평(承平) (443년 ~ 460년)

기타 정권
- 노상(魯爽) 건평(建平) (454년)
- 유송(劉渾) 영광(永光) (454년)

## 같이 보기
- 중국의 연호 목록